# Альфред Вегер
Альфред Вегер (нім. Alfred Wäger; 17 серпня 1883, Бамберг — 9 липня 1956, Баден-Баден) — німецький воєначальник, генерал піхоти вермахту.

## Біографія
Син торговця Людвіга Вегера і його дружини Бланки, уродженої Лоссе. 15 липня 1901 року вступив у Баварську армію. Учасник Першої світової війни. Після демобілізації армії залишений в рейхсвері. З 1 серпня 1938 року — командир прикордонних частин Верхнього Рейну, з 17 вересня 1939 року — 25-го, з 6 листопада 1939 року — 27-го армійського корпусу. Учасник Французької кампанії. 31 травня 1940 року війська Вегера взяли Лілль. На знак поваги до хоробрості захисників міста на чолі з генералом Жаном-Батистом Моліні, Вегер дозволив їм провести наступного дня останній парад перед здачею в полон, під час якого німецькі солдати вітали французів. Коли 2 червня про це дізнався Адольф Гітлер, то розлютився і виніс догану Вегеру. З 23 грудня 1941 року — командир 34-го армійського корпусу. Учасник Німецько-радянської війни. 31 січня 1942 року відправлений в резерв фюрера, 31 серпня звільнений у відставку. Решту життя прожив у Баден-Бадені. В останні дні війни зміг передати місто французьким військам без бою.

## Звання
- Фанен-юнкер (15 липня 1901)
- Фенріх (31 січня 1902)
- Лейтенант (9 березня 1903)
- Оберлейтенант (26 жовтня 1911)
- Гауптман (1 червня 1915)
- Майор (1 червня 1923)
- Оберстлейтенант (1 лютого 1929)
- Оберст (1 жовтня 1931)
- Генерал-майор (1 квітня 1934)
- Генерал-лейтенант (16 березня 1936)
- Генерал піхоти (7 листопада 1938)

## Нагороди
- Залізний хрест 2-го і 1-го класу
- Орден «За заслуги» (Баварія) 4-го класу з мечами
- Орден Альберта (Саксонія), лицарський хрест 2-го класу з мечами
- Хрест «За вислугу років» (Баварія) 2-го класу (24 роки)
- Почесний хрест ветерана війни з мечами
- Медаль «За вислугу років у Вермахті» 4-го, 3-го, 2-го і 1-го класу (25 років)
- Застібка до Залізного хреста
  - 2-го класу (8 листопада 1939)
  - 1-го класу (14 травня 1940)

## Вшанування пам'яті
В 1995 році на честь Вегера назвали міст в Баден-Бадені, який проходить через річку Оос.